# Model Context Protocol
Il Model Context Protocol (MCP) è un framework open standard e open source introdotto da Anthropic nel novembre 2024 per standardizzare il modo in cui i sistemi di intelligenza artificiale (IA) come i modelli linguistici di grandi dimensioni (LLM) integrano e condividono i dati con strumenti, sistemi e fonti di dati esterni. MCP fornisce un'interfaccia universale per la lettura di file, l'esecuzione di funzioni e la gestione di prompt contestuali . Dopo il suo annuncio, il protocollo è stato adottato dai principali fornitori di servizi AI come DeepMind  e OpenAI .

## Caratteristiche
Il protocollo MCP definisce un framework standardizzato per l'integrazione dei sistemi di IA con fonti di dati e strumenti esterni . Esso include specifiche per l'ingestione e la trasformazione dei dati, l'etichettatura dei metadati contestuali e l'interoperabilità dell'IA tra piattaforme diverse. Il protocollo supporta inoltre connessioni sicure e bidirezionali tra le fonti di dati e gli strumenti di IA.
MCP consente agli sviluppatori di esporre i propri dati tramite i server MCP o di sviluppare applicazioni intelligenti, dette client MCP, che si connettono a questi server. I componenti chiave del protocollo includono una specifica formale del protocollo e kit di sviluppo software (SDK), il supporto locale del server MCP nelle applicazioni Claude Desktop e un repository open-source di implementazioni del server MCP.

## Applicazioni
L'MCP ha trovato applicazione in settori quali lo sviluppo software, l'automazione dei processi aziendali e l'accesso a dati in linguaggio naturale.
Un caso d'uso importante è quello degli assistenti desktop, dove applicazioni come l'app Claude Desktop impiegano server MCP locali per consentire un accesso sicuro a strumenti di sistema e file degli utenti. In ambito aziendale, gli assistenti interni vengono potenziati con MCP per recuperare dati da documenti proprietari, sistemi CRM e basi di conoscenza interne, caso esemplare è quello di di Block.
L'MCP svolge anche un ruolo fondamentale nei workflow di agenti multi-tool, consentendo ai sistemi IA basati su agenti di coordinare più strumenti, ad esempio combinando la ricerca di documenti con le API di messaggistica, per supportare il ragionamento avanzato chain-of-thought su risorse distribuite.
Nel campo dell'accesso ai dati in linguaggio naturale, MCP consente ad applicazioni come AI2SQL di collegare i modelli linguistici con database strutturati, consentendo interrogazioni in linguaggio semplice.
MCP è stato adottato nei workflow dedicati alla ricerca accademica attraverso l'integrazione di sistemi di gestione dei riferimenti bibliografici come Zotero. Diverse implementazioni di server consentono ai ricercatori di eseguire ricerche semantiche nelle loro biblioteche digitali, estrarre annotazioni PDF e generare rassegne della letteratura scientifica attraverso l'analisi assistita dall'IA .
Il protocollo è diventato sempre più comune negli strumenti di sviluppo del software. Ambienti di sviluppo integrati (IDE) come Zed, piattaforme di coding come Replit e strumenti di code intelligence come Sourcegraph hanno adottato MCP per assicurare l'accesso in tempo reale al contesto del progetto ad assistenti intelligenti per il coding. Tale integrazione è particolarmente utile nei workflow per il “vibe coding”, in cui è essenziale un'assistenza continua e adattiva.
Nello sviluppo di applicazioni web, aziende come Wix hanno integrato server MCP nelle loro piattaforme. Ciò permette agli strumenti di IA di interagire con i dati del sito web in tempo reale, consentendo la generazione di contenuti dinamici e le modifiche on-the-fly.

## Siti correlati
- Sito ufficiale
- modelcontextprotocol su GitHub
- documentazione SDK da OpenAI